# Kościół Wniebowzięcia Najświętszej Maryi Panny w Gudji
Kościół parafialny i archikolegialny Wniebowzięcia Matki Bożej (malt. Il-knisja Arċipretali u Arci-Matriċi tal-Assunzjoni tal-Verġni Marija, ang. Archpresbyterial and Archmatrix Church of the Assumption of Mary), znany też po prostu jako kościół parafialny Matki Bożej (ang. St Mary's Parish Church) – jest to barokowy rzymskokatolicki kościół parafialny służący posługą religijną wiosce Gudja na Malcie.

## Historia
Parafia Bir Miftuħ, część dzisiejszej Gudja, była jedną ze średniowiecznych parafii wymienionych w raporcie biskupa Senatore de Mello w roku 1436. Kościołem parafialnym była wtedy dzisiejsza kaplica Panny Maryi w Bir Miftuħ. Wraz ze wzrostem populacji wioska rozrastała się, coraz bardziej odsuwając się od średniowiecznego centrum. Konsekwencją tego było rozpoczęcie w roku 1656, na podstawie planów wykonanych w roku 1653 przez architekta Tommaso (Tumasa) Dingli z Attard, budowy dzisiejszego kościoła parafialnego. Zakończona ona została w roku 1666. Kościół został konsekrowany przez biskupa Vincenzo Labiniego 11 grudnia 1785.

## Architektura
W miejscu, gdzie zbudowano nowy kościół, poprzednio znajdowały się dwie starsze kaplice, jedna poświęcona Zwiastowaniu, a druga Narodzeniu Maryi Dziewicy. Świątynia zbudowana została na planie krzyża łacińskiego, z nawą, transeptem oraz prezbiterium. Nad przecięciem nawy i transeptu zbudowana jest ośmioboczna kopuła, wsparta na bębnie, na którego bokach znajdują się małe okna w kształcie rozet. Na szczycie kopuły umieszczona jest latarnia.

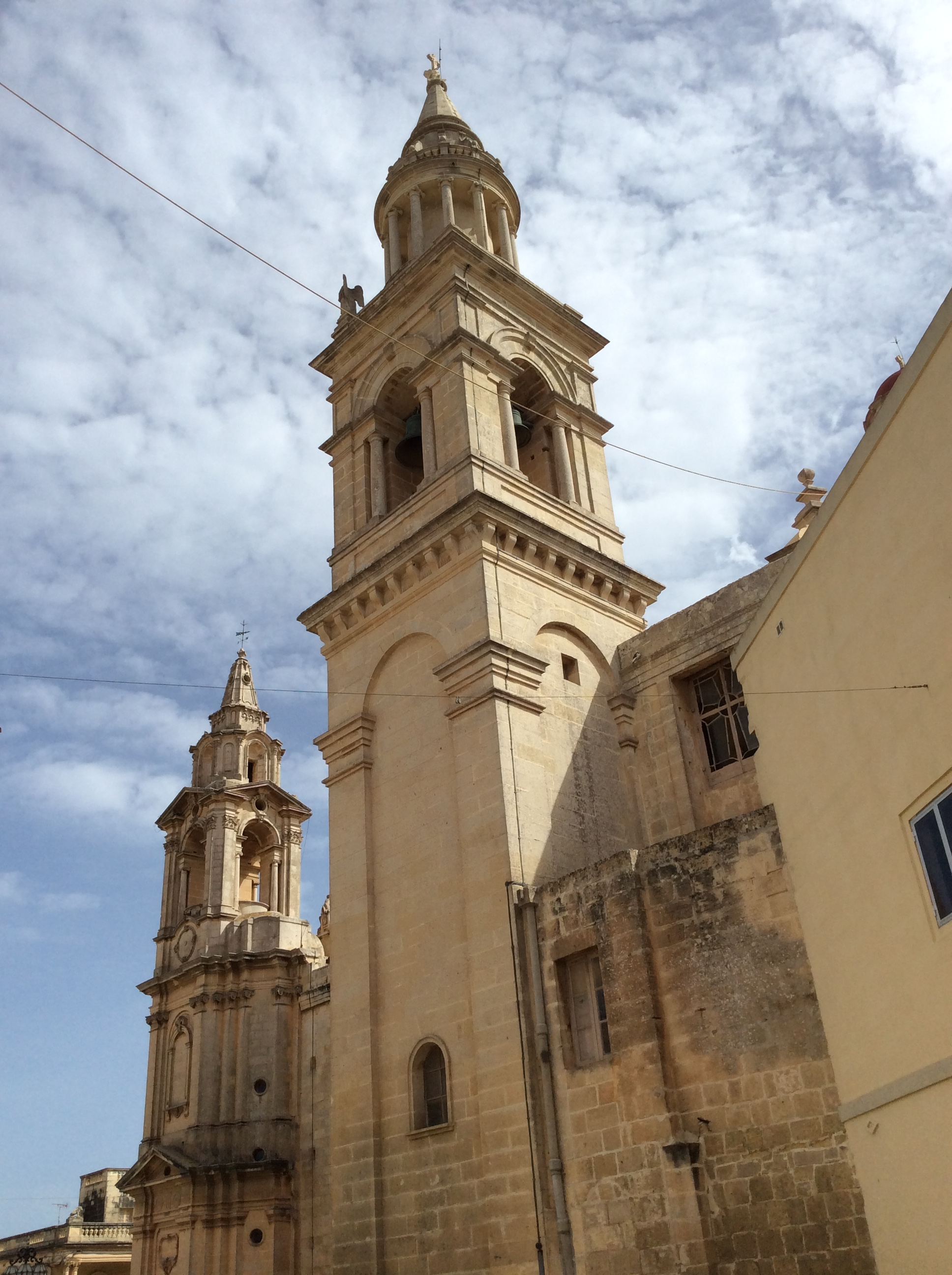
Trzecia dzwonnica - „William Baker Tower”

Do roku 1858 kościół miał tylko jedną dzwonnicę. Nową dzwonnicę, przylegającą do prawego transeptu, zaprojektował William Baker, co upamiętnia tablica, umieszczona przy wejściu do wieży. Wykonawcą budowli był, urodzony w Gudja, Rosario Formosa. Dzwony na wieżę zostały odlane przez londyńską firmę John Warner and Sons, później zaś poświęcone przez biskupa Gaetano Pace Forno.

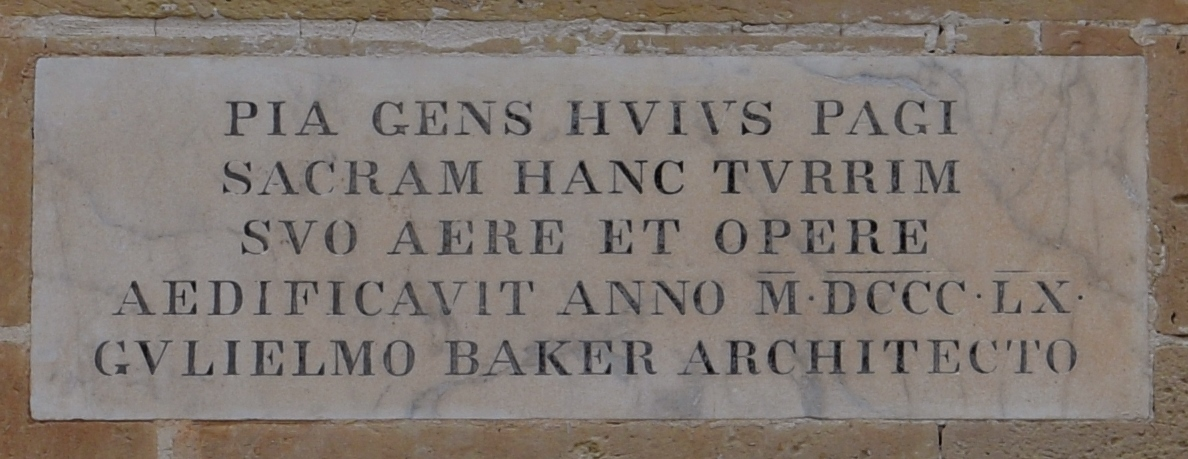
Tablica upamiętniająca budowę dzwonnicy

Na frontowej ścianie dzwonnicy umieszczony jest zegar, wykonany w roku 1860 przez zegarmistrza Michelangelo Sapiano z Luqa. Ma on tylko „godzinową” wskazówkę.
W roku 1901 fasada została przebudowana przez Angelo Dalliego, na podstawie projektu Carlo Farrugii. Po zakończeniu prac przy nowej fasadzie powstał jedyny kościół na Malcie z trzema dzwonnicami.

Fasada kościoła podzielona jest na trzy kondygnacje: w dolnej znajduje się główne wejście, ujęte z każdej strony parą karbowanych kolumn na cokołach. Boczne drzwi, znajdujące się w każdej z wież, zwieńczone są belkowaniem, ozdobionym tryglifami i trójkątnymi naczółkami. Środkowa kondygnacja ma trzy łukowate okna, zdobione kamienną sztukaterią. Wzdłuż fasady rozmieszczone są płaskie pilastry nakryte wolutami. Ozdobą fasady są dwie naturalnej wielkości postaci, symbolizujące „Miłosierdzie” oraz „Wiarę”. Szczytowa kondygnacja osiąga swój architektoniczny blask dzięki bardzo udekorowanym dwóm dzwonnicom – wieże i cokół zdobione są główkami cherubów, siedzącymi postaciami męskimi i olbrzymią figurą Chrystusa.

## Wnętrze kościoła

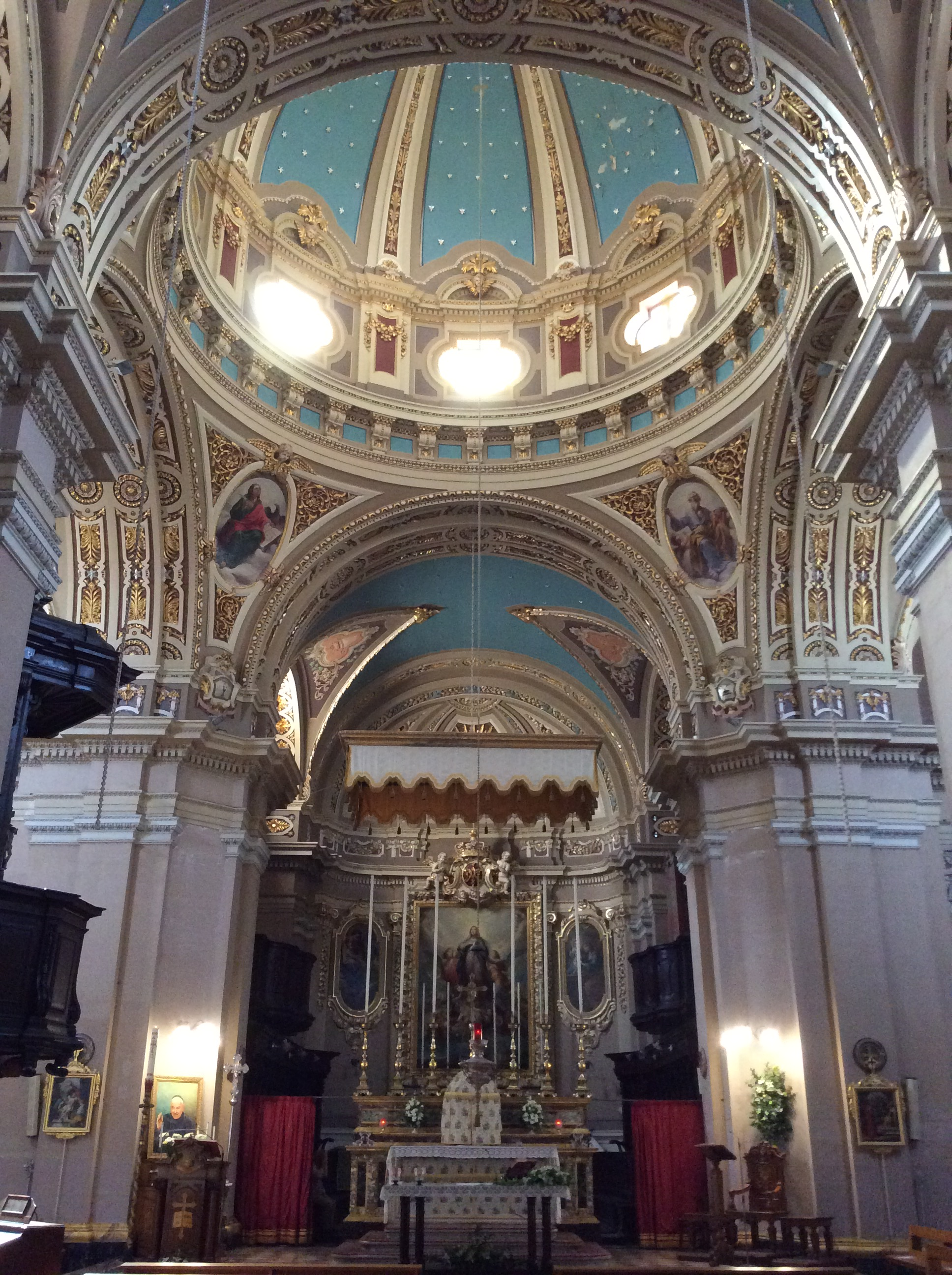
Prezbiterium kościoła, w ołtarzu głównym obraz Wniebowzięcie Matki Bożej. Widoczne wnętrze kopuły.

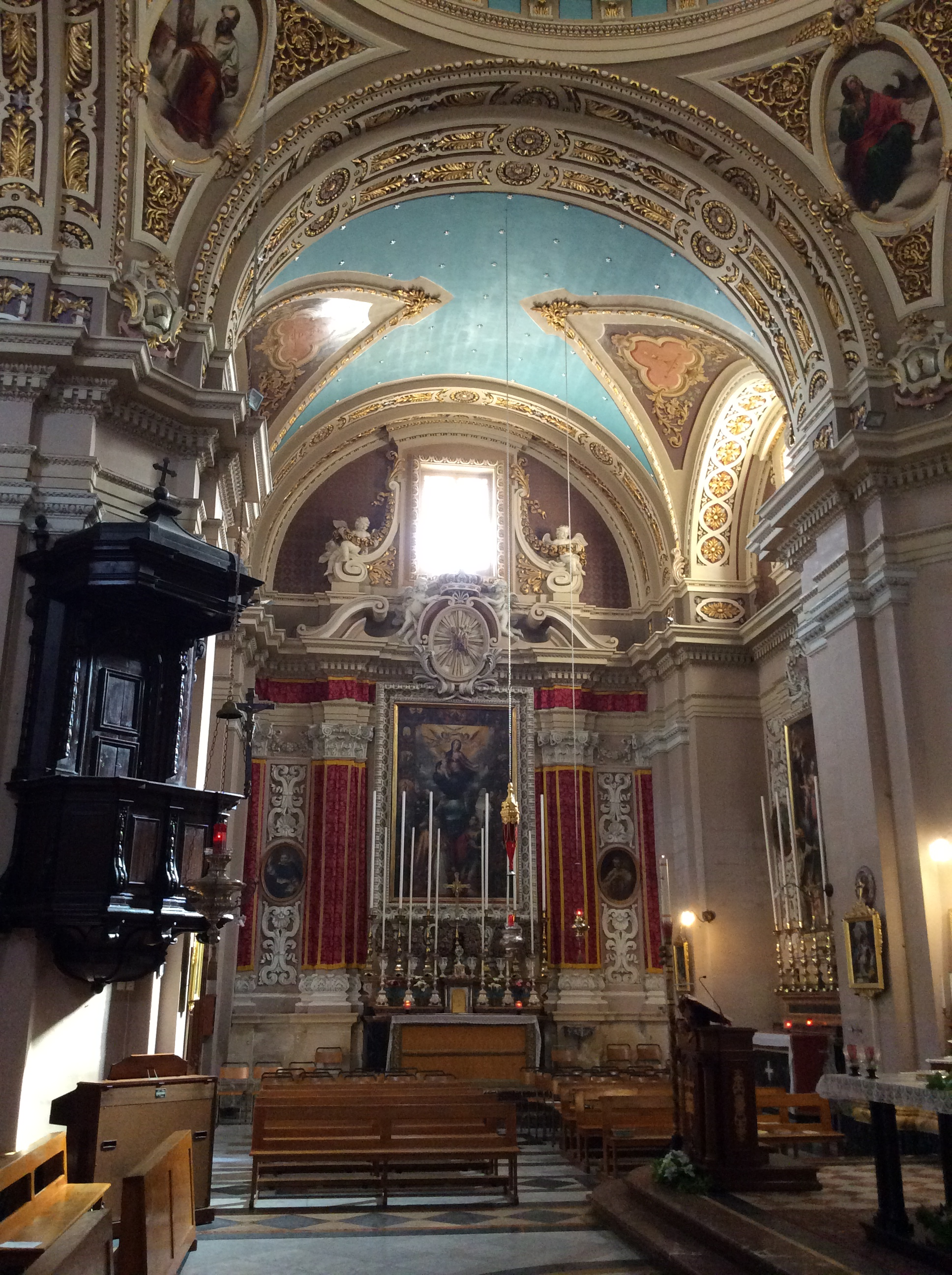
Ołtarz Matki Bożej z Góry Karmel (lewy transept kościoła)

W kościele znajduje się dziesięć ołtarzy: cztery w nawie głównej, po dwa w każdym transepcie, jeden w prezbiterium, oraz ołtarz główny. Wnętrze kościoła jest bogato zdobione. Tytularny obraz Wniebowzięcie Matki Bożej, dzieło włoskiego artysty Pietro Gagliardiego z roku 1887, znajduje się w głównym ołtarzu. Ten sam artysta wykonał w roku 1889 obraz Matka Boża z Góry Karmel, dziś w lewym transepcie. Innym znakomitym dziełem jest Śmierć św. Józefa, praca włoskiego malarza Domenico Bruschiego z roku 1894. Najważniejszą rzeźbą wewnątrz kościoła jest, wykonana w roku 1807 z twardego drewna, tytularna statua Wniebowzięcie Matki Bożej, dzieło maltańskiego rzeźbiarz Vincenzo Dimecha. Jest to najstarszy na Wyspach Maltańskich posąg procesyjny, przedstawiający Wniebowzięcie Najświętszej Maryi Panny. Piedestał posągu jest dziełem Emanuela Buhagiara; wykonany został w roku 1932, pozłocony w 1933. Winston Camilleri wykonał posągi umieszczone po bokach piedestału. W roku 1948, kiedy figura była złocona w firmie Coleiro w Valletcie, Antonio Sciortino dokonał pewnych zmian na posągu.

## Święto patronalne
Tytularne święto Wniebowzięcia Matki Bożej, i związane z nim uroczystości, obchodzone są corocznie 15 sierpnia.

## Ochrona dziedzictwa kulturowego
Kościół wpisany został 27 września 2013 na listę National Inventory of the Cultural Property of the Maltese Islands pod numerem 1835.